# Niob(III)-fluorid
Niob(III)-fluorid ist eine chemische Verbindung des Niobs aus der Gruppe der Fluoride.

## Gewinnung und Darstellung
Niob(III)-fluorid kann durch Reaktion von Niob mit Fluorwasserstoff bei 225 °C gewonnen werden. Die Verbindung kann auch durch Reduktion von Niob(V)-fluorid mit Niob bei 750 °C und hohem Druck oder durch Reaktion von Niobhydrid mit einem Fluorwasserstoff-Wasserstoff-Gemisch gewonnen werden.

## Eigenschaften
Niob(III)-fluorid ist ein blauer bis schwarzer Feststoff. Die Verbindung ist ein Halbleiter und besitzt eine kubische Kristallstruktur vom Rheniumtrioxidtyp mit der Raumgruppe Pm3m (Raumgruppen-Nr. 221).